# 발교산
발교산(髮校山)은 대한민국 강원특별자치도 횡성군과 홍천군 사이에 남북으로 길게 드러누운 산이다. 6·25의 전화도 피해갈 만큼 주위가 온통 산으로 둘러싸여 있다.

## 같이 보기
- 한국의 산